# Goran Popov
Goran Popov (in macedone Горан Попов?; Strumica, 2 ottobre 1984) è un ex calciatore macedone, di ruolo difensore.
Possiede il passaporto bulgaro.

## Carriera

### Club
Nel 2010 passò alla Dinamo Kiev e il 9 luglio 2013 torna in prestito al West Bromwich.

## Palmarès

### Club

#### Competizioni nazionali
- Coppa dei Paesi Bassi: 1

Heerenveen: 2008-2009
- Supercoppa d'Ucraina: 1

Dinamo Kiev: 2011
- Campionato macedone: 2

Vardar: 2014-2015, 2015-2016
- Supercoppa di Macedonia: 1

Vardar: 2015